# Anomala vatillum
Anomala vatillum är en skalbaggsart som beskrevs av Carsten Zorn 2005. Anomala vatillum ingår i släktet Anomala och familjen Rutelidae. Inga underarter finns listade i Catalogue of Life.